# برلمان غاليسيا
برلمان غاليسيا (بالإنجليزية: Parliament of Galicia)‏ هو الهيئة التشريعية في منطقة غاليسيا، ويتكون من 75 مقعداً.